# Храстє-при-Гросуплєм
Храстє-при-Гросуплєм (словен. Hrastje pri Grosupljem) — поселення в общині Гросуплє, Осреднєсловенський регіон, Словенія. Висота над рівнем моря: 359,3 м.